# Тонгва Дёнден
Тонгва Дёнден (1416—1453) — шестой Гьялва Кармапа, глава школы Кагью тибетского буддизма.

## Биография
Тонгва Дёнден родился в местечке Нгомто Шакьям рядом с Карма Гёном в Кхаме. Его признали как Кармапу, когда он первый раз посетил монастырь Карма Гён, и он остался в монастыре, чтобы учиться у Шамарпы и других учителей. Великий Пандита Соуон Кхажипа дал Кармапе Тонгва Дёндену посвящения Ваджрайогини, Хевадры и Махамудры. Кармапа изучил Винаяпушпамалу, Чакрасамвара-тантру и другие сутры и тантры.
Он получил от Шамарпы Чёпела Йеше все эзотерические доктрины Тилопы, а также полные поучения линии Кагью.
В линии Кагью до Шестого Кармапы особое внимание уделялось медитации, ритуалы и молитвы считались менее важными и оставались в тени.
Тонгва Денден начал писать молитвы и создавать ритуалы. Он также проявил много активности в печатании и копировании буддийских текстов и основал буддийский университет.
Его главными учениками были Гьелцап Гоши Пелджор Тондруп (ок.1427-1489), — Первый Гьелцап-тулку, Ситу Таши Намгьел (1450—1497), второй Ситу-тулку, Пенкар Джампел Зангпо, Кюнчен Ронгтон Кхенпо, учёный из провинции Ронг, и Таклунг Чабдрунг.